# Амбонская резня
Амбонская резня — пытки и казни в 1623 году на острове Амбон (в настоящее время находится в провинции Малуку, Индонезия) двадцати человек, обвинённых в измене, десять из которых служили в Британской Ост-Индской компании (EIC), совершенные сотрудниками Голландской Ост-Индской компании (VOC). Этот инцидент был следствием упорного соперничества в торговле специями между Ост-Индскими компаниями Англии и Соединённых провинций и оставался источником напряжённости между двумя государствами до конца XVII века.

## Предпосылки
С самого начала своего существования Республика Соединённых провинций находилась в состоянии войны с испанской короной (которая была в династической унии с португальской короной с 1580 по 1640 год). В 1598 году король Испании наложил эмбарго на голландскую торговлю с Португалией, из-за чего голландцы приступили к самостоятельным поискам специй в регионах, которые были выделены Португалии в соответствии с Тордесильясским договором. В феврале 1605 года Стивен ван дер Хаген, адмирал Голландской Ост-Индской компании (VOC), захватил на острове Амбон португальскую крепость Виктория, таким образом переняв здесь португальский торговый бизнес. Как и другие европейские торговцы, голландцы старались достичь местной монопсонии в торговле специями, угрозой оружия не подпуская торговцев из других европейских стран. Это вызвало соперничество с английской Ост-Индской компанией. Неизбежно были вовлечены правительства двух стран, подвергая риску близкие отношения между Яковом I и голландскими Генеральными штатами.
Король Яков I и нидерландские Генеральные штаты заставили две враждующие компании заключить в 1619 году в Лондоне Договор об обороне для совместных действий в Ост-Индии. Рынок специй был разделён между ними в определённых пропорциях — два (голландская VOC) к одному (британская EIC). При этом обе компании обладали законной монополией на своих внутренних рынках. В Батавии был учреждён Совет обороны, который должен был руководить купцами обеих компаний; более того, купцы теперь должны были мирно пользоваться факториями друг друга, хотя каждая компания сохраняла за собой свои торговые посты, поддерживала в них порядок и управляла ими. Голландцы истолковали последнее положение в том смысле, что служащие обеих компаний в пунктах, находящихся под управлением одной из компаний, подпадали под её юрисдикцию. Напротив, англичане утверждали, ссылаясь на арбитраж по статье 30 договора, что только Совет обороны обладал юрисдикцией над всеми служащими «другой» компании. Это оказалось существенным расхождением во мнениях, сказавшимся на последовавших событиях.

## Инцидент
Несмотря на договор, отношения между двумя компаниями оставались напряжёнными. Обе стороны накопили многочисленные поводы для обид, включая измену, неисполнение обязательств по договору и «закулисные» попытки сговора с туземными вождями в ущерб друг другу. В Амбоне у местного губернатора голландской Ост-Индской компании Хермана ван Спёлта в конце 1622 года возникли проблемы с султаном Тернате, который выказывал признаки намерения перейти на сторону испанцев. Ван Спёлт подозревал англичан в том, что они втайне поощряли эти намерения.
В результате голландцы в Амбоне стали подозревать британских торговцев, которые делили с ними факторию. Смутные поначалу подозрения превратились в уверенность, когда в феврале 1623 года один из японских наёмных солдат (ронины, или не имеющие хозяев самураи на службе у VOC)) был пойман во время разведывания оборонительных позиций крепости Виктория. Во время допроса под пыткой солдат признался в тайном сговоре с другими японскими наёмниками с целью захвата крепости и убийства губернатора. Он также сообщил, что глава английских торговцев, Габриэль Тауэрсон, входит в заговор. Тауэрсон и другие английские служащие на Амбоне и соседних островах были арестованы и допрошены. В большинстве, но не во всехслучаях во время допросов были использованы пытки. Пытка заключалась в том, что голову пытаемого, на которую была наброшена ткань, поливали водой, что приводило к периодическому удушению (см. пытка водой). Это была обычная следственная пытка в голландской Ост-Индии того времени. Согласно голландским судебным архивам, большинство обвиняемых признали себя виновными, как под пытками, так и без. Поскольку обвинение заключалось в измене, те, кто признал себя виновным (согласно римско-голландскому праву, признание было необходимо для осуждения) были приговорены судом к смерти. Суд состоял из губернатора и Совета голландской Ост-Индской компании в Амбоне. Однако четыре осуждённых англичанина и два японца впоследствии были прощены. В результате только десять англичан, девять японцев и один португалец (последний был служащим VOC) были казнены. 9 марта 1623 года им отрубили головы, а голова английского капитана Габриэля Тауэрсона была наколота на шест для всеобщего обозрения.

## Последствия
Летом 1623 года англичане, которые были прощены и оправданы, прибыли в Батавию и подали жалобу голландскому генерал-губернатору Питеру де Карпентье и Совету Обороны по поводу дела в Амбоне, которое, как они заявили, было ложным обвинением, порождённым фантазией, и основывалось на признаниях, полученных только лишь благодаря свирепым пыткам. Не получив удовлетворения в Батавии, англичане отправились в Англию. История наделала в Англии много шума. Управляющие Британской Ост-Индской компании (EIC) просили английское правительство потребовать возмещения у VOC и показательного наказания судей в Амбоне голландским правительством.
Согласно английскому послу сэру Дадли Карлтону, его версия событий также вызвала у голландского правительства гнев по отношению к VOC. Вскоре, однако, VOC представила свою версию событий, которая по существу опровергала английскую. В связи с этим Генеральные штаты предложили создать совместную англо-голландскую комиссию по расследованию и установлению фактов, но это предложение было отвергнуто англичанами как отнимающее излишне много времени. Поскольку голландцы были не склонны казнить обвиняемых без разбора, как требовали англичане, Генеральные штаты поручили расследование этого дела следственной комиссии из «уполномоченных судьей» из высших судов республики. Судьи из Амбона были вызваны из Ост-Индии и помещены под домашний арест.
Однако судебное разбирательство протекало медленно, поскольку следственная комиссия желала подвергнуть перекрестному допросу английских свидетелей. Английское правительство отклонило это требование, так как оно не могло заставить свидетелей поехать в Голландскую республику. Кроме того, согласно аргументации англичан, в соответствии с их интерпретацией Договора об обороне суд был неправомочен судить служащих EIC, казнь была ipso facto незаконной с английской точки зрения и, следовательно, являлась «убийством по суду». И спор должен быть решён без допросов свидетелей. Голландцы, однако, придерживались мнения, что суд в Амбоне был правомочен, и сосредоточили своё расследование на возможных должностных преступлениях судей.
В конце концов английские свидетели прибыли в республику в 1630 году в свите посольства сэра Генри Вейна старшего. Теперь они стали доступны суду, но на весьма ограниченных условиях. Проект решения суда (оправдание обвиняемых) был представлен на одобрение (как было заранее установлено обоими правительствами) новому английскому королю Карлу I в 1632 году, но был им, что и не удивительно, отклонён. Затем обвиняемые судьи были освобождены.

## Война памфлетов
Не удивительно, что EIC был недоволен исходом дела. Руководство компании в 1632 году опубликовало обстоятельную брошюру, включающую все относящиеся к делу документы, с пространными комментариями и опровержениями голландской позиции. Ранее, в 1624 году, VOC уже попыталась повлиять на общественное мнение, выпустив анонимный памфлет, вероятно, за авторством секретаря компании, Виллема Борела. Тогда же английский посол Карлтон добился у Генеральных штатов изъятия его из печати как «клеветы». Однако английский посланник во Флиссингене Джон Виндж без злого умысла перевёл его и отправил в Англию, что вызвало неудовольствие у EIC.
Брошюра EIC содержала ужасные подробности пыток, как они были описаны в первоначальном Отчёте.Эти подробности, может быть, не являются правдой, но они были рассчитаны на то, чтобы возбудить гнев по отношению к голландцам. По этой причине они были полезны для пропагандистских целей всякий раз, когда острая дипломатическая ситуация требовала вновь возбудить английское общественное мнение против голландцев.
Таким образом, когда Оливер Кромвель нуждался в поводе для Первой англо-голландской войны, брошюра в 1652 году была переиздана под заглавием «Напоминание Голландии» («A Memento for Holland»). Голландцы потерпели в войне поражение и были вынуждены принять условия Вестминстерского мирного договора, требующие показательного наказания обвиняемых — «тех, которые ещё живы.» Однако, похоже, к тому времени ни одного из обвиняемых уже не было в живых. Более того, после арбитража в соответствии с договором англичане — наследники жертв — получили компенсацию в совокупном размере £3615.
Брошюра и содержащиеся в ней обвинения сыграли свою роль и в начале Второй англо-голландской войны. Аннексия голландской колонии Новый Амстердам (современный Нью-Йорк) оправдывалась довольно натянутыми отсылками к Амбонскому убийству.
Бредское соглашение 1667 года, окончившее эту войну, как казалось, наконец решило дело окончательно. Однако во время Третьей англо-голландской войны в пропагандистских целях эта тема снова была поднята. Джон Драйден написал драму «Амбона, или Жестокость голландцев к английским купцам», очевидно, по повелению своего покровителя, который был одним из глав делегации на тайных переговорах в Дувре, по итогам которых Англия вступила в войну. Драма приукрашивает повествование, приписывая враждебность губернатора Ван Спёлта к Габриэлю Тауэрсону любовному соперничеству между (вымышленным) сыном губернатора и Тауэрсоном из-за туземной принцессы. После того, как сын Ван Спёлта изнасиловал красавицу, Тауэрсон убил его на дуэли. После этого губернатор отомстил за сына, устроив «резню».